# Zisternographie
Die Zisternographie ist ein bildgebendes Verfahren bei dem unter Verwendung eines entsprechenden Kontrastmittels Aufnahmen der Hirnzisternen mittels Computertomographie (CT), Kernspintomographie (MRT), Szintigraphie oder, vor allem früher, konventionellem Röntgen erstellt werden.